# Korsmosjön
Korsmosjön är en sjö i Värmdö kommun i Uppland och ingår i Norrström-Tyresåns kustområde. Sjön är 6,4 meter djup, har en yta på 0,173 kvadratkilometer och är belägen 13,1 meter över havet.

## Delavrinningsområde
Korsmosjön ingår i det delavrinningsområde (658125-165306) som SMHI kallar för Rinner till Torsbyfjärden. Medelhöjden är 18 meter över havet och ytan är 30,24 kvadratkilometer. Det finns inga avrinningsområden uppströms utan avrinningsområdet är högsta punkten. Avrinningsområdets utflöde mynnar i havet, utan att ha någon enskild mynningsplats.